# Jobocricus maltzani
Jobocricus maltzani är en mångfotingart som först beskrevs av Pocock 1894.  Jobocricus maltzani ingår i släktet Jobocricus och familjen Rhinocricidae. Inga underarter finns listade i Catalogue of Life.